# Вађење соли
Вађење соли је рударска операција која укључује вађење камене соли или халита из залиха евапорита.

## Рудна налазишта
Области познате по својим рудницима соли укључују:
- Килроот у близини Carrickfergus, Северна Ирска, старо преко 100 година са више од 25 километара тунела),
- Khewra Salt Mine у Пакистану који је други у свијету по величини, обухвата више од 300 километара тунела,
- Тузла у Босни и Херцеговини,
- Вјеличка и Бохња у Пољској, оба су основана средином 13. вијека и још увијек раде, претежно као музеј,
- Халштат и Салцкамергут у Аустрији,
- Рајнаберг у Њемачкој,
- Slănic, Cacica, Ocnele Mari, Salina Turda, Таргу Окна, Ocna Sibiului, и Praid у Румунији,
- Provadiya у Бугарској,
- Racalmuto, Realmonte и Petralia Soprana[2] у оквиру производних локација управља Italkali у јужној Италији,
- Avery Island у Луизијани, Сједињене Америчке Државе,
- Солтвил, Вирџинија, која је служила као мјесто главне конфедерацијске солане
- Сифто Салт Мине у Годерицх, Онтарио, Канада је један од највећих рудника соли у свијету.[3] Он је широк 2.4 километра и 3.2 дуг,
- Солнитсата, древни град за кога бугарски археолози вјерују да је најстарија у Европи, била је место производног погона соли прије отприлике шест миленијума.[4]

## Историја
Прије појаве мотора са унутрашњим сагоревањем и опреме за земљане радове, рударство соли је била једна од најскупљих и најопаснијих операција. Због брзе дехидрације изазване сталном контакту са сољу, настајали су многи проблеми због прекомерног уноса натријума. Иако је сада у изобиљу соли, до индустријске револуције било је до ње тешко доћи, а вађење соли су често урадили робови или затвореници. У старом Риму, со на столу је био знак богатог феудалца. Онима који сиједе ближе домаћину они су били "изнад соли" и они мање фаворизовани су "испод соли". Римски затвореници су добијали задатак да копају со, а очекивани животни век међу њима је био низак.